# As Ever
As Ever, anciennement connue sous le nom d' American Riviera Orchard (en abrégé ARO ), est une marque de produits « lifestyle » américaine créée en 2024 par Meghan Markle, axée sur la cuisine, le jardinage, l'alimentation, la maison et les produits ménagers.

## Histoire
En septembre 2023, le site d'information tabloïd TMZ indique que Meghan prévoit de créer une marque « lifestyle ». Meghan Markle dépose le brevet pour American Riviera Orchard en mars 2024, suivi d'un soft launch sur les réseaux sociaux le même mois. Sur les réseaux sociaux, un lien redirige les utilisateurs vers le site Web de l'entreprise, où ils peuvent s'inscrire sur une liste d'attente. Le New Zealand Herald déclare que la date de lancement de la marque a sans doute été prévue pour correspondre avec la diffusion de la nouvelle série Netflix de Meghan. Dans un éditorial pour The Guardian, la chroniqueuse Arwa Mahdawi déclare que la création de cette marque est probablement pour Meghan une tentative de se remettre en selle après ce que le magazine Rolling Stone a appelé une « période de flop » (a flop era) pour le couple mi-2023, une période de stagnation dans leur carrière.
Le nom initial American Riviera Orchard provient d'un surnom habituellement donné à la ville de Santa Barbara, en Californie, où résident Meghan et son mari le prince Harry, duc de Sussex.

### Problématiques de dépôt de marque
En février 2024, l'Office des brevets et des marques des États-Unis (USPTO) rejette une demande d'enregistrement de marque pour la marque en raison de « ... un certain nombre d'incohérences dans ses documents de dépôt de la marque concernant les catégorisations de ses produits. ». En septembre de la même année, l'USPTO rejette de nouveau une demande de dépôt de la marque, déclarant que les noms communs des lieux géographiques ne peuvent pas être déposés et que le O dans Orchard ne correspondait pas à la description donnée et qu'il n'était pas évident qu'il s'agissait d'une lettre.
En octobre 2024, l'entreprise alimentaire Harry &amp; David dépose une réclamation auprès de l'USPTO, affirmant que American Riviera Orchard était trop similaire à sa propre marque Royal Riviera. Selon l'Office américain des brevets et des marques, la demande est examinée fin octobre. Le procureur en charge conclut qu'aucune autre mesure n'était nécessaire.

### Cybersquat du nom de domaine au Royaume-Uni
En avril 2024, un cybersquatteur anonyme achète le nom de domaine britannique de la marque et dirige l'URL vers une collecte de fonds sur la plateforme JustGiving pour The Trussell Trust, une association à but non lucratif visant à réduire la précarité alimentaire. Un message sur la collecte de fonds exprime son soutien à Catherine, princesse de Galles. La campagne a pour objectif d'atteindre 1 000 £ et dépasse largement cet objectif en collectant rapidement plus de 8 300 £ au 19 avril,. Le 29 avril, le montant passe à 21 000 £. L'association déclare au journal The Independent qu'elle « ... est reconnaissante envers les personnes qui consacrent leur temps et leur énergie à soutenir notre travail visant à mettre fin au besoin de banques alimentaires au Royaume-Uni. L'association caritative n'est pas liée au domaine de ce site Web et n'a aucune connaissance de qui l'a créé. ». En raison des directives réglementaires en vigueur au Royaume-Uni, le Trussell Trust n'a pas pu refuser les dons.

### Démissions présumées et recherche d'un PDG
En août 2024, le tabloïd britannique Closer rapporte que 18 membres du personnel ont quitté l'entreprise. En novembre 2024, sept mois après l'annonce de la création de la marque, aucun PDG n'aurait été trouvé pour diriger l'entreprise. Le commentateur et journaliste royal Kinsey Schofield déclare : « Je pense qu'ils vont encore avoir des difficultés à trouver du personnel prêt à travailler pour eux. Rien que d'y penser, je suis intimidé. Il paraît que Netflix aurait dit à Meghan : « laisse nous gérer la stratégie de commercialisation » si elle n'arrive pas à trouver un PDG ou quelqu'un qui accepte de travailler avec elle. Netflix y voit là une opportunité. »
Selon Us Weekly, les affirmations de Closer sont fausses. De même, The Cut confirme qu'il n'y a pas d'autres sources fiables faisant état de démissions massives et de difficultés à trouver un PDG,. Le tabloïd britannique Daily Mirror et le tabloïd écossais Daily Record  affirment que Meghan s'est nommée PDG début décembre 2024 après une recherche « infructueuse » pour en trouver un. La source originale de cette affirmation est Richard Eden, un journaliste royal du tabloïd britannique Daily Mail.

### Nouveau nom de marque
Le 18 février 2025, et avant la sortie de sa série Netflix, Meghan annonce que le nom de la société sera désormais As Ever,. Le changement de nom suscite des inquiétudes auprès de deux propriétaires de petites entreprises aux États-Unis partageant le même nom, une entreprise de vêtements vintage à New York et dans le New Jersey, As Ever, et une entreprise de photographie, As Ever Photography,.
De plus, le logo d'As Ever, qui représente un palmier flanqué de deux oiseaux identifiés comme des colibris, suscite des réactions de la part des autorités espagnoles de Porreres, à Majorque, en raison de sa similitude avec les armoiries de la ville, qui représentent également un palmier flanqué de deux oiseaux. Or, les oiseaux figurant sur le sceau de la ville sont des hirondelles. La maire de la ville, Xisca Mora, déclare qu'elle recherche un conseil juridique sur la manière d'aborder le problème,.

## Produits

### Confiture de fraises
Après le lancement de l'entreprise en mars 2024, Meghan envoie 50 pots de confiture de fraises à des amis et à des personnalités publiques sélectionnés. Certains des destinataires publient ensuite des photos des pots de confiture sur leurs réseaux sociaux. Parmi eux se trouvent le joueur de polo argentin Nacho Figueras ; les actrices américaines Tracee Ellis Ross, Abigail Spencer, Garcelle Beauvais et Mindy Kaling ; l'influenceuse américaine Kris Jenner ; et le couple marié américain formé par le chanteur John Legend et le mannequin Chrissy Teigen,,. Après la sortie de la confiture en édition limitée, une source inconnue affirme sur Sky News que les ventes de la confiture de fraises du beau-père de Meghan, Charles III, qui est vendue par The Highgrove Shop et par Waitrose Duchy Organic dans les supermarchés Waitrose, ont considérablement augmenté, bien que les deux confitures n'aient pas de lien. Certains médias et tabloïds  émettent l'hypothèse qu'American Riviera Orchard se livre à une concurrence délibérée avec Charles, Marie Claire l'appelant « la bataille des confitures de fraises » et OK ! « rivalités de confiture royale ». À l'inverse, Marie Claire souligne également la décision du palais de Buckingham de promouvoir sa propre confiture de fraises sur les réseaux sociaux quelques jours seulement après que Meghan ait envoyé des échantillons de confiture d'American Riviera Orchard.

### Autres produits
En plus de la confiture de fraises, Meghan a annoncé que la marque travaillerait sur la confiture de framboises, les friandises pour chiens et les articles ménagers, notamment la vaisselle et les verres,. En juillet 2024, aucune autre annonce ni aucun autre produit sous la marque n'avait été publié. Fin juin 2024, Marie Claire a émis l'hypothèse que le prochain produit serait probablement un vin rosé.

## Réception
Dans un article depuis supprimé mais largement cité, l'auteur royal Tom Quinn affirme que le lancement de la marque a été scruté minutieusement sur les réseaux sociaux et avait reçu des « moqueries » en ligne, tandis que la chaîne d'information conservatrice Sky News Australia déclare que le lancement a été « ridiculisé »,. En octobre 2024, la journaliste Tina Brown affirme que le manque de professionnalisme de Meghan a eu un impact sur la capacité de la marque à commercialiser un produit et qualifie ses idées de « conneries totales ». Le journal The Cut qualifie ces remarques de « douteuses » et « superficielles ».